# Romana Zamenhof
Romana Zamenhof (Varsòvia, Polònia, 20 de juliol de 1904 - París, França, 1975) va ser una farmacèutica d'origen jueu i neboda de Ludwik Lejzer Zamenhof, creador de l'esperanto.

## Vida
Va néixer a la família formada per Helena i Feliks Zamenhof. Va tenir un germà més gran, Julian (1903-1964) i una germana menor, Maria (1908-1994).
Tot i que mai va ser activa al moviment esperantista, parlava la llengua amb fluïdesa.
Durant la Segona Guerra Mundial va ser confinada al gueto de Varsòvia, on treballava a una botiga. El 30 de novembre de 1942 va ser rescatada gràcies a l'ajuda de la família Pędowski. Durant un temps va romandre a un apartament a Żoliborz i més tard es va amagar a prop de Varsòvia, on va viure fins al final de la guerra.
Amb l'arribada de la pau va tornar a viure a Varsòvia durant poc temps i aviat va emigrar a França. Allà es va instal·lar a París, ciutat on va viure fins a la seva mort a causa d'una aturada cardíaca.